# Calodera rubens
Calodera rubens är en skalbaggsart som beskrevs av Wilhelm Ferdinand Erichson 1837. Calodera rubens ingår i släktet Calodera, och familjen kortvingar. Arten är reproducerande i Sverige.